# Hymenoscyphus phyllophilus
Hymenoscyphus phyllophilus är en svampart som först beskrevs av Jean Baptiste Desmazières, och fick sitt nu gällande namn av Carl Ernst Otto Kuntze 1898. Hymenoscyphus phyllophilus ingår i släktet Hymenoscyphus och familjen Helotiaceae.  Arten är reproducerande i Sverige. Inga underarter finns listade i Catalogue of Life.